# Maasvallei ('s-Hertogenbosch)
Maasvallei is de naam van een wijk van 's-Hertogenbosch, in de Nederlandse provincie Noord-Brabant. De wijk maakt deel uit van het stadsdeel Maaspoort.
De woonwijk werd in de jaren 90 van de 20e eeuw aangelegd daar waar voordien de Hambakenweg liep. De langgerekte wijk is gelegen tussen de Oude Schans en de woonwijk Hambaken. Ten westen van de wijk ligt een bedrijventerrein, en in het zuiden vindt men het Burgemeester van Zwietenpark.
De wijk bestaat uit twee delen, elk gekenmerkt door een ringweg (Het Vlaggeschip en de Anjervallei) waarbinnen en waaromheen de straten en huizen zijn gegroepeerd. De straten van het noordelijk en zuidelijk deel van de wijk zijn naar respectievelijk scheepstypen en bloemen genoemd.
In 2023 telde de wijk 2.330 inwoners.